# Denitrifikacija
Denitrifikacija je mikrobno posredovani proces u kome nitrat biva redukovan, i ultimatno se formira molekularni azot ({\displaystyle {\ce {N2}}}) putem serije intermedijernih gasovitih azotno oksidnih produkata. Fakultativno anaerobne bakterije izvode denitrifikaciju kao vid respiracije kojom se redukuju oksidovane forme azota u responsu na oksidaciju elektronskih donora kao što je organska materija. Preferentni azotni akceptori elektrona u redosledu od najviše do najmanje termodinamički povoljnog su nitrat ({\displaystyle {\ce {NO3-}}}), nitrit ({\displaystyle {\ce {NO2}}}-), azot-monoksid ({\displaystyle {\ce {NO}}}), azotsuboksid ({\displaystyle {\ce {N2O}}}), što konačno rezultira u produkciji diazota ({\displaystyle {\ce {N2}}}) čime se kompletira azotni ciklus. Denitrifikujućim mikrobima pogoduju veoma niske koncentracije kiseonika, od manje od 10%, kao i organski C za energiju. Pošto denitrifikacija može da ukloni {\displaystyle {\ce {NO3}}}-, njegovim odlaganjem u podzemne vode, to se može strateški koristiti za tretman kanalizacije ili životinjskih ostataka sa visokim azotnim sadržajem. Denitrifikacija može da proizvodi {\displaystyle {\ce {N2O}}}, koji je jedna od supstanci koje uzrokuju oštećenja ozonskog omotača, i predstavlja gas staklene bašte koji može da ima znatan uticaj na globalno zagrevanje.
Proces se odvija prvesntveno posredstvom heterotrofnih bakterija (kao što su Paracoccus denitrificans i razni pseudomonadi), mada su i autotrofni denitrifikatori isto tako bili identifikovani (e.g., Thiobacillus denitrificans). Denitrifikatori su prisutni u svim glavnim filogenetičkim grupama. Generalno nekoliko vrsta bakterija učestvuje u kompletnoj redukciji nitrata do {\displaystyle {\ce {N2}}}, i više redukcionih puteva je poznato.
Direktna redukcija od nitrata do amonijaka, proces poznat kao 'disimilatorna nitratna redukcija do amonijaka ili DNRA, je isto tako moguća u organizmima koji imaju nrf-gen. Ovo je manje zastupljeno od denitrifikacije u većini ekosistema kao način redukcije azota. Poznati su drugi mikrobni geni koji vrše denitrifikaciju uključujući nir (nitritnu reduktazu) i nos (nitro oksidnu reduktazu), između ostalih. Organizmi koji sadrže te gene su Alcaligenes faecalis, Alcaligenes xylosoxidans, mnogi u Pseudomonas rodovima, Bradyrhizobium japonicum, i Blastobacter denitrificans.

## Pregled

### Polureakcije
Denitrifikacija se generalno odvija putem neke kombinacije sledećih polureakcija, posredstvom enzima navedenih u zagradama:
- (Nitratna reduktaza)
- (Nitritna reduktaza)
- (Azto-monoksidna reduktaza)
- (Azotsuboksidna reduktaza)

Kompletan proces se može izraziti kao neto balancirana redox reakcija, gde nitrat postaje potpuno redukovan do diazota: